# فهرست مربیان باشگاه فوتبال تراکتور

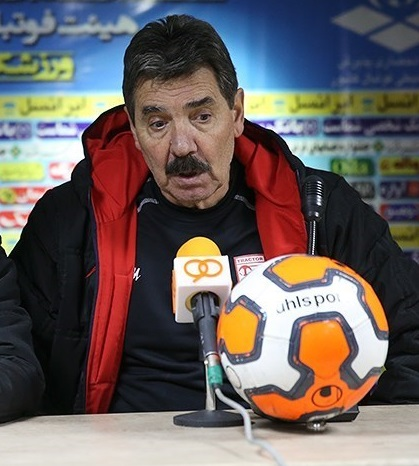
تونی اولیویرا نامدارترین مربی تراکتور

فهرست مربیان باشگاه فوتبال تراکتور نام‌های مربیانی را در بر می‌گیرد که در تاریخ باشگاه تراکتور، از سال ۱۳۴۹ سرمربی این تیم بوده‌اند.

## کادر فنی کنونی
| سمت               | نام               |
| ----------------- | ----------------- |
| سرمربی            | پاکو خمز          |
| دستیار مربی       | محمد نصرتی        |
| دستیار مربی       | علی اکبر دهقان    |
| دستیار مربی       | علیرضا مرادی      |
| مربی بدنساز       | مارکو کاسر        |
| مربی دروازه‌بان ها | دینکا آلین        |
| آنالیزور          | علی مهاجر         |
| آنالیروز          | محمدرضا توکلی     |
| فیزیوتراپیست      | مهرداد حبیبی      |
| پزشک              | پدرام خداقلی زاده |
| سرپرست تیم        | امیرعلی نشاطی     |
| مدیر فنی          | عباس چمنیان       |
| مدیر آکادمی       | یونس باهنر        |
| مدیر رسانه‌ای      | کریم جمالی        |